# La Dérobade
La Dérobade is een Franse film van Daniel Duval die werd uitgebracht in 1979.
Het scenario is gebaseerd op de heel succesrijke gelijknamige roman (1976) van Jeanne Cordelier.

## Verhaal
Marie is een jonge vrouw uit een arbeidersgezin die in de buitenwijken van Parijs woont. Ze werkt als verkoopster. In een café maakt ze kennis met de mooie Gérard, een opschepper en een praatvaar. Ze valt als een blok voor zijn charmes. Ze laat haar werk vallen en ze verlaat het ouderlijk huis om bij Gérard in te trekken. 
Al gauw komt ze erachter dat Gérard een gevaarlijke en sadistische pooier met schulden is. Hij dwingt haar zich te prostitueren, aanvankelijk in bordelen, daarna moet ze de straat op of opereren in het Bois de Boulogne. Bovendien vernedert Gérard Marie regelmatig door haar te slaan en te verkrachten. 
Marie zal proberen dit smerig en onwaardig leven te ontvluchten om opnieuw controle over haar eigen lichaam en geest te vinden.

## Rolverdeling
| Acteur                  | Personage                                |
| ----------------------- | ---------------------------------------- |
| Miou-Miou               | Marie                                    |
| Maria Schneider         | Maloup                                   |
| Daniel Duval            | Gérard                                   |
| Jean Benguigui          | Jean-Jean                                |
| Martine Ferrière        | mevrouw Pedro                            |
| Niels Arestrup          | André                                    |
| Michel Berto            | de klant die van vernederingen houdt     |
| Jacques Doniol-Valcroze | de politiecommissaris                    |
| Jean-Claude Dreyfus     | de crimineel die Gérard een boete oplegt |
| Brigitte Ariel          | Odette                                   |